# Toudja
Toudja (în arabă توجة) este o comună din provincia Béjaïa, Algeria.
Populația comunei este de 9.827 de locuitori (2008).